# East Ellijay
East Ellijay – miasto w Stanach Zjednoczonych, w stanie Georgia, w hrabstwie Gilmer.

## Demografia
W roku 2010 miasto zamieszkiwało 546 osób, a gęstość zaludnienia wynosiła 107,1 osoby/km². W roku 2023 liczba mieszkańców wzrosła do 1394 osób, a gęstość zaludnienia przekroczyła 273 osoby/km². Na przestrzeni zaledwie 13 lat zaludnienie East Ellijay zwiększyło się prawie 2,6-krotnie.